# 景 (高句麗)
景□，是朝鲜三国时代的一個年号，推估是高句丽平原王時期使用的年號。
1930年在今北朝鮮黃海道谷山郡花村面蓬山里出土了金銅三尊立佛像，被日本人伊藤全雄所收藏，目前收藏在韓國湖岩美術館。該佛像在1962年被指定為韓國第85號國寶。《景四年辛卯銘造像》與《延嘉七年銘造像》風格相近，屬於高句麗時期的文物。在高句麗時期只有511年、571年和631年是辛卯年。以該造像本身來看，不具有唐代造像的風格而有6世紀北朝時期的風格，因此造像製造年份應為571年，即北齊武平二年、陳太建三年、高句麗平原王十三年，則改元在568年，行用至少有4年。也有學者認為在511年，即北魏永平四年、梁天監十年、高句麗文咨王二十一年。
又年號「景」，曾有學者釋為「日京」「白亘」「白宣」「太昌」，但並未獲得太多的肯定。在中國大陸河南省龍門石窟蓮花洞裡的北魏《清信女宋景妃造像記》，把「孝昌三年」略為「孝三年」，也有人認為是高句麗自北魏學得該年號使用法，把「景X四年」略為「景四年」。

## 辛卯銘金銅三尊佛像銘文
景四年在辛卯比丘道

得共諸善知識那婁

賤奴阿王阿琚而有別五人

共造無量壽像一軀

願亡師父母生生心中常

值諸佛善知識等值

遇彌勒所願如是

願共生一處見佛聞法

## 紀年、干支、西曆對照表
| 景□  | 元年  | 二年  | 三年  | 四年  |
| ---- | ----- | ----- | ----- | ----- |
| 西元 | 568年 | 569年 | 570年 | 571年 |
| 干支 | 戊子  | 己丑  | 庚寅  | 辛卯  |

## 参看
- 中國年號索引
- 朝鮮半島年號列表
- 辛卯銘金銅三尊佛像

## 深入閱讀
- . DBpia.   [2023-05-01]. （原始内容存档于2022-03-09）.
- . of DSpace.   [2023-05-01]. （原始内容存档于2023-05-03）.